# SS Rotterdam
SS Rotterdam, właściwie STS Rotterdam – turbinowiec parowy – holenderski transatlantyk zbudowany na zamówienie Nederlandsche-Amerikaansche Stoom, Mij (38 645 BRT). Okręt flagowy armatora. Jego prędkość wynosi 20,5 węzła. Był to pierwszy tak duży liniowiec pasażerski z siłownią na rufie. Charakterystyczna i niezwykle smukła sylwetka kwalifikuje ten transatlantyk jako bardzo nowoczesny, estetyczny i bardzo starannie opracowany pod względem architektonicznym - pisał Witold J. Urbanowicz w swojej książce „Architektura Okrętów”. Rotterdam dawał najwyższą kategorię komfortu pasażerom w dwóch klasach: pierwszej (580 osób) i turystycznej (809 osób). Matką chrzestną statku została holenderska królowa Juliana. W czasie swojej transatlantyckiej służby był jednostką flagową holenderskiej marynarki handlowej. Jest piątą jednostką o tej nazwie zbudowaną w Holandii i dlatego nazywany jest także SS Rotterdam V.

## Czas służby
W pierwszy rejs (do Nowego Jorku) wyruszył 3 września 1959 roku z małą księżną Beatrix na pokładzie.
W związku rozwojem transportu lotniczego, SS Rotterdam od 1971 roku przestał pełnić rolę transatlantyku i został zaadaptowany na wycieczkowiec.
Pod holenderską banderą i w barwach HAL statek pływał 38 lat, do czasu przejęcia tego armatora przez Carnival Cruisers. W tym czasie jednostka została zastąpiona przez nowocześniejszą jednostkę, a SS Rotterdam planowano zezłomować. Informacje o tych planach wywołały próby uratowania parowca, a zaangażowane w nie byli zarówno miłośnicy tego statku, jak i rozmaite holenderskie firmy i instytucje, a także władze Rotterdamu. Wbrew oczekiwaniom Holendrów statek został kupiony przez Premier Cruisers, amerykańską firmę, która zdecydowała się zmienić nazwę dawnego liniowca na SS Rembrandt.

## Czas postoju
Po upływie trzech lat statek został wycofany z eksploatacji w wyniku kłopotów finansowych armatora. Od września 2000 roku SS Rembrandt cumował we Freeporcie na Bahamach.
Nieustające zabiegi zamiłowanych w statku Holendrów przyniosły efekt w maju 2003 roku, kiedy to spółka SS Rotterdam BV dokonała zakupu jednostki i przywróciła jej dawną nazwę. Dalsza eksploatacja parowca możliwa była jedynie pod warunkiem usunięcia użytego przy budowie statku azbestu. W tym celu SS Rotterdam 12 lipca 2004 roku zawinął do stoczni w Gibraltarze. Usunięcia szkodliwej substancji jednak nie dokonano, gdyż dwa miesiące później w wyniku zmian właścicielskich SS Rotterdam BV statek został przejęty przez port morski Rotterdam, który obwieścił zamiar sprzedaży statku.
Po nieudanych negocjacjach w sprawie sprzedaży z Hotel Cruiseship Operations 2 „Wielką Damę”, jak statek nazywają Holendrzy, zakupiła firma Woonbron (zajmująca się handlem nieruchomościami) do spółki z Eurobalance.

## Poszukiwania stoczni remontowej
Nowi właściciele powrócili do pomysłu usunięcia azbestu i rozpoczęli poszukiwania stoczni, która podjęłaby się tego zadania. Z Gibraltaru statek został przeholowany do stoczni w Kadyksie, gdzie dokonano drobnego remontu konserwacyjno-malarskiego, ale azbest pozostawiono nietknięty. Właściciele statku rozpatrywali cztery potencjalne miejsca remontu: Rotterdam, Cypr, Gibraltar i Gdańsk. Ponieważ z niejasnych do końca przyczyn nie zdecydowano się na remont w trzech pierwszych lokalizacjach, zdecydowano, że statek musi trafić do Gdańska.
Sprostowanie: 
Statek nie musiał trafić do Gdańska. Rozmowy z armatorem mające na celu sprowadzenie tego projektu do Gdańska trwały ponad pół roku. Armator dokonał wyboru najlepszej oferty w oparciu o prace kilkunastu osób z kilku Polskich firm szczególnie zainteresowanych tym prestiżowym projektem. Niestety potknięcia ze strony armatora, nie do końca przemyślana polityka „Public Relations” oraz niekompetencja kilku firm z nami współpracujących spowodowała nagonkę prasową i ciąg nieprzychylnych decyzji władz.
Firmy odpowiadające za sprowadzenie jednostki do Gdańska kontynuowały pracę przy projekcie do lipca 2008.

### Pobyt w Polsce
27 lutego 2006 roku SS Rotterdam wszedł do gdańskiego portu. Do publicznej wiadomości przedostały się informacje, że remont statku wiązałby się z usunięciem 180 ton azbestu i różnych elementów wyposażenia nim skażonych (łącznie nawet do 1600 ton rozmaitych materiałów). Ujawnienie tych planów wywołało pojawienie się w mediach szeregu artykułów i audycji, w których SS Rotterdam nazywano „azbestową bombą”. Stocznie Gdańska i Gdyni odmówiły podjęcia się remontu jednostki, a Wojewoda Pomorski, Piotr Ołowski, nie wydał pozwolenia na prace remontowe z azbestem w porcie morskim Gdańsk, który w części znajduje się na obszarze chronionym Natura 2000. 12 kwietnia gdańska prasa doniosła o wydaniu przez Urząd Morski w Gdyni pozwolenia na remont statku. 27 kwietnia podczas kontroli jednostki przez funkcjonariuszy Straży Granicznej, w okrętowych chłodniach znaleziono 400 metrów sześciennych azbestu, który nie był zgłoszony podczas kontroli granicznej. Straż Graniczna powiadomiła Prokuraturę o możliwości popełnienia przestępstwa. Urząd Morski w Gdyni wydał decyzję nakazującą statkowi opuszczenie polskich wód terytorialnych do 10 lipca, a Główny Inspektor Ochrony Środowiska nakazał wywieźć nielegalnie wwiezione do Polski worki z azbestem do 15 lipca. Właściciel statku nie zastosował się do żadnego z tych poleceń i w międzyczasie (13 lipca) zawarł ze Stocznią Gdańską kontrakt na udostępnienie nabrzeży i remont wycieczkowca. Wojewoda Pomorski wyznaczył armatorowi termin opuszczenia Polski na 18 lipca 2006 pod groźbą wdrożenia postępowania egzekucyjnego. Przedstawiciel armatora odwołał się od tej decyzji do Ministra Gospodarki Morskiej, Rafała Wiecheckiego, który 1 sierpnia podtrzymał decyzję o wydaleniu statku poza polskie wody terytorialne zaznaczając, że dopuszcza możliwość jego powrotu po usunięciu 400 metrów sześciennych azbestu będącego głównym przedmiotem sporu. Transatlantyk opuścił polskie wody terytorialne 25 sierpnia 2006 i holowany przez holownik Bazalt udał się do Wilhelmshaven, gdzie dotarł 2 września.

#### Kontrowersje
Rotterdamowi od początku jego pobytu w Gdańsku towarzyszyło bardzo duże zainteresowanie mediów, które wywierały presję na ośrodki decyzyjne w celu wydalenia zabytkowej jednostki. Najczęściej w informacjach prasowych pomijano fakt umorzenia przez Prokuraturę postępowania wyjaśniającego dotyczącego wwiezienia azbestu w chłodniach statku bez zgłoszenia tego odpowiednim służbom. Zgodnie z wyjaśnieniami armatora takie zgłoszenie miało miejsce i z tego powodu Prokuratura nie dopatrzyła się znamion przestępstwa.
W całym procesie przygotowania do realizacji projektu w Gdańsku powstały między innymi projekt tymczasowej stoczni w okolicach Pirsu Rudowego gdzie zacumowany był SS ROTTERDAM, projekt technologiczny procesu usunięcie azbestu, analiza możliwości składowania śmieci azbestowych w mogilnikach polskich i za granicą. Wykonane zostało też rozpoznanie Stoczni Gdańskiej i Gdyńskiej dotyczące możliwości przyjęcia jednostki o niemałych gabarytach. Były prowadzone rozmowy ze stoczniami jednak ze względu na przewidywaną długość projektu i ograniczenia w zakresie ilości usuwanych odpadów azbestowych rozmowy te nie przyniosły żadnych efektów.
Inną przemilczaną przez media kwestią jest powszechność azbestu na jednostkach na służbie, a zbudowanych w latach 80. XX wieku i wcześniej. Statki zabezpieczane przeciwpożarowo azbestem są remontowane w stoczniach na całym świecie, w tym i w Polsce. Przy pracach tego typu stosuje się specjalistyczne procedury i środki zabezpieczające ograniczające do minimum ryzyko skażenia ludzi i środowiska.

### Pobyt w Niemczech
Wobec problemów, jakie armator statku napotkał w Polsce, zdecydował się na remont w Wilhelmshaven w Niemczech. Prace związane z przebudową i remontem rozpoczęły się w październiku 2006. Wykonawcą jest holenderska firma Infinity, która do usuwania azbestu zatrudniła polskich robotników, za pośrednictwem firmy Derksen Diensverlening i jej oddziału w Gliwicach. Jak doniosły polskie media robotnicy pracowali w fatalnych warunkach, m.in. w nieodpowiednich kombinezonach i w niesprawnych maskach przeciwpyłowych. Szwankowało też zabezpieczenie przeciw azbestowe całego statku. Polacy skarżyli się również na przepełnione mieszkania, w których ich zakwaterowano i wyżywienie. Według polskich robotników pracodawca miał ich także oszukiwać przy wypłatach i poddawać ciągłemu mobbingowi.
Wg informacji ostatniego kapitana s/s Rotterdam- Mariusza Szpetulskiego (podczas postoju w Wilhelmshaven), wieści o uszkodzonych maskach są nieprawdziwe, narzekanie pracowników(nie dotyczy to polskiej załogi statku) spowodowane było interwencjami policji niemieckiej po licznych ekscesach alkoholowych. A zabezpieczenie przeciw azbestowe-maski i kombinezony, spełniały wszystkie wysokie holenderskie normy. Kilkukrotne małe zarzewia ognia na niewielką skalę były spowodowane skomplikowaną konstrukcją statku, brakiem dokładnych planów i niedbalstwem wykonawców.
Remont statku w Wilhelmshaven pomimo doniesień prasy przebiegał bez większych problemów. Stan konstrukcji jednostki wymagał w niektórych miejscach większych niż pierwotnie zakładano prac. Spowodowało to przeciągnięcie się prac remontowych.
Nie obyło się również bez wpadek. Pożar w rufowych pomieszczeniach aluminiowego pokładu słonecznego zmusił właściciela do zbudowania od nowa części nadbudówki. Złamane ramię dźwigu podczas podnoszenia kontenera wprawdzie nie uszkodziło kadłuba, ale zniszczone zostały odrestaurowane mechanizmy wind firmy Otis. No i na koniec pożar w siłowni podczas wypompowywania resztek paliwa mało co nie skończył się tragedią. Te i inne przypadki na pewno wpłynęły na termin zakończenia prac.
Część remontu wykonywana w Niemczech zakończyła się 2 sierpnia 2008, wtedy jednostka wyruszyła w swój ostatni rejs do Rotterdamu.

### w Roterdamie
Przyjęcie SS ROTTERDAM w porcie macierzystym zaplanowane zostało na 4 sierpnia koło południa.
Tam też odbędzie się ostatni etap prac związanych z remontem jednostki.

## Galeria

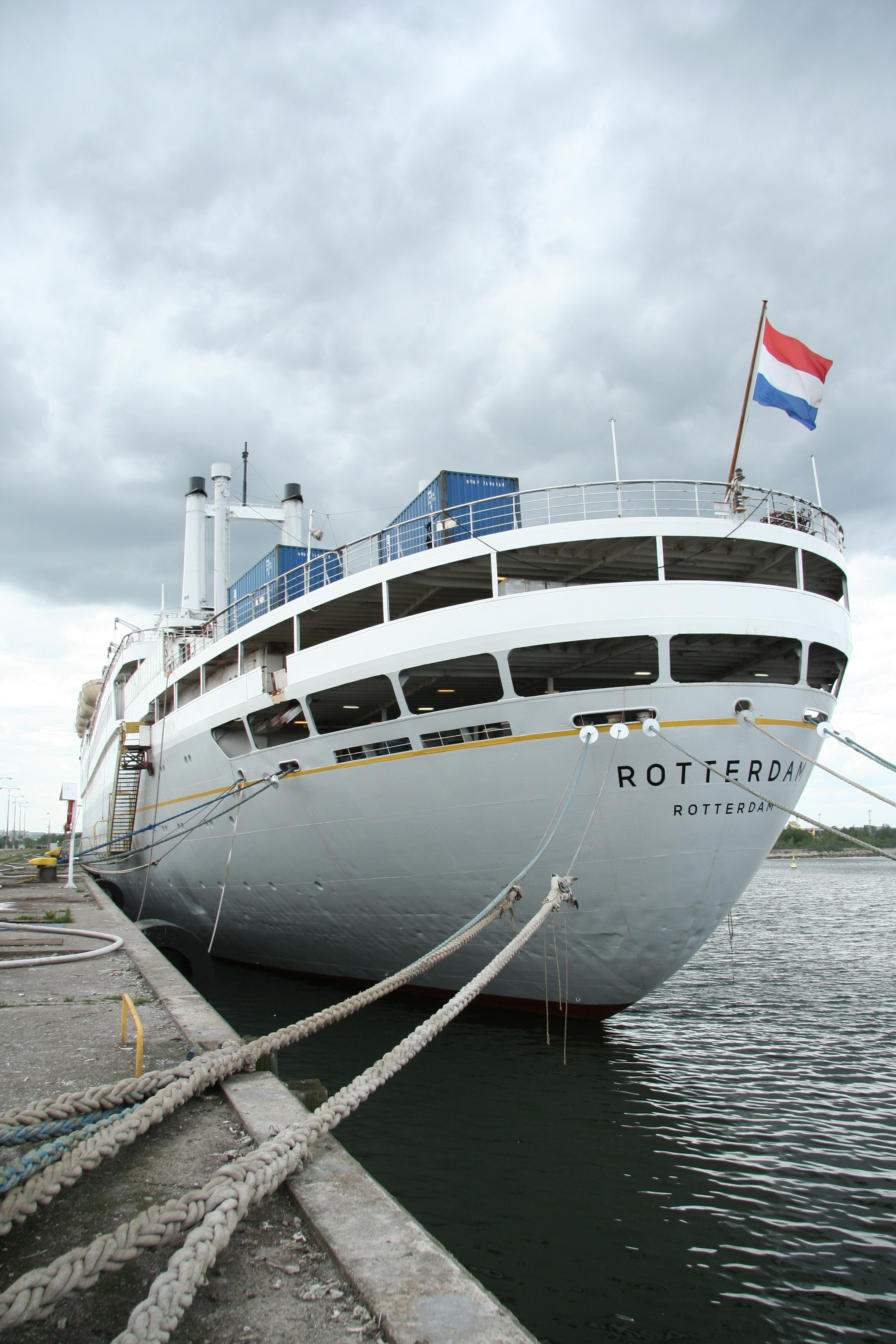
SS Rotterdam przy Pirsie Rudowym w Porcie Północnym w Gdańsku
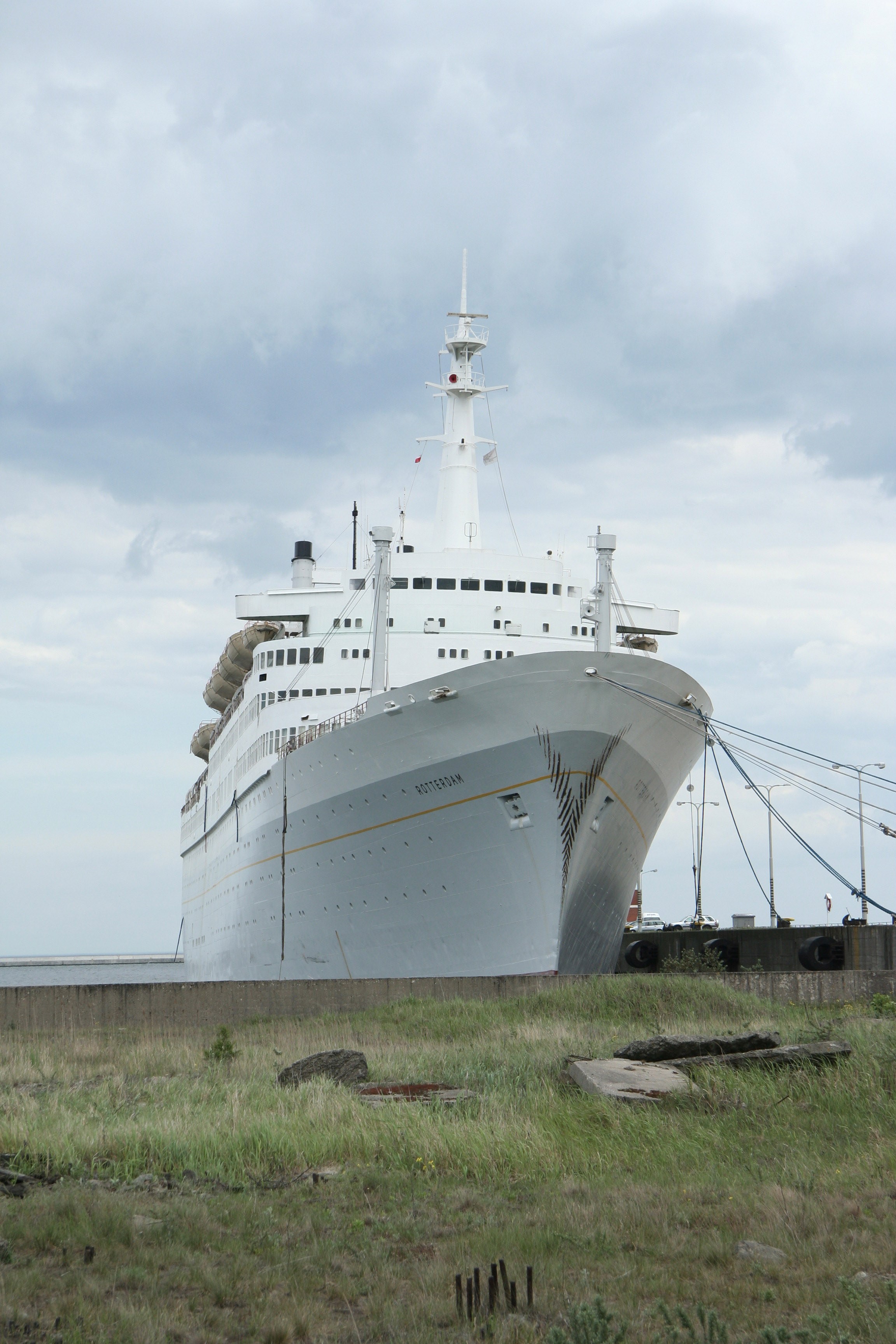
SS Rotterdam przy Pirsie Rudowym w Porcie Północnym w Gdańsku
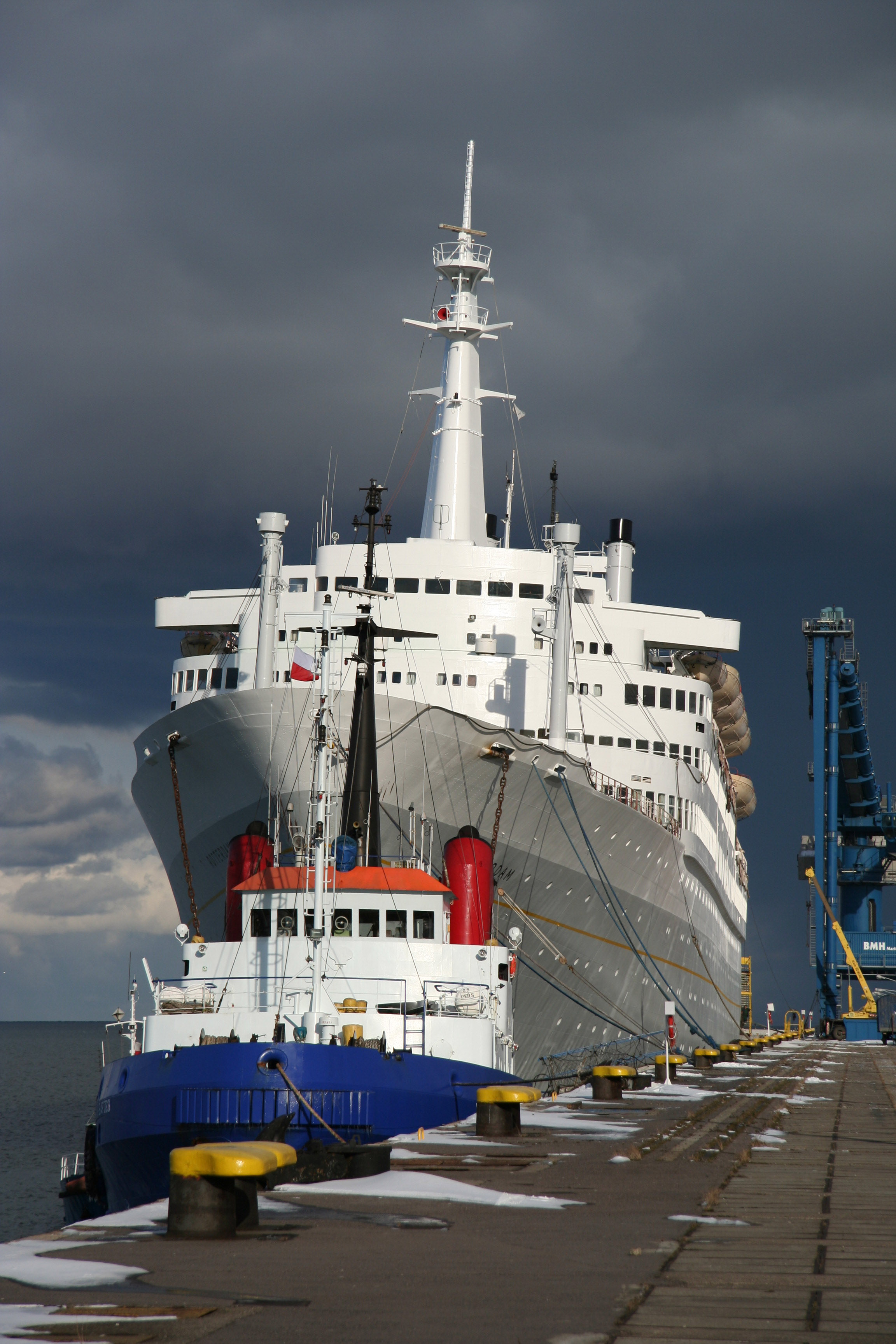
SS Rotterdam przy Pirsie Rudowym w Porcie Północnym w Gdańsku